# Vicente Gambardella
Vicente Antonio Gambardella Garaffo (5 ottobre 1932) è un ex calciatore argentino, di ruolo attaccante.

## Caratteristiche tecniche
Giocava come interno destro e ala destra.

## Carriera

### Club
Gambardella debuttò in Primera División argentina nella stagione 1951 con la maglia del River Plate. Nel club dalla banda rossa era considerato una riserva, tanto che in tre annate giocò 9 partite; fu poi ceduto all'Huracán in vista del campionato 1955, nell'ambito di uno scambio di giocatori che portò Gabriel Ogando, Roberto Puisegur e José Sánchez Lage al River in cambio di Gambardella, Alberto Evaristo, Félix Respuela e Omar Rossi. Giocò quindi il torneo del '55 con l'Huracán, assommando 7 presenze; fu poi ceduto all'estero. Nel 1957 giocò per l'Universidad Católica, in Cile, segnando almeno un gol contro l'O'Higgins. Nel 1959 tornò in patria, trovando maggior spazio: giocò 13 partite di campionato con l'Estudiantes di La Plata. Nel torneo del 1960 fu invece un giocatore del Ferro Carril Oeste.

## Palmarès

### Club

#### Competizioni nazionali
- Campionato argentino: 2

River Plate: 1952, 1953